# Країни з високим рівнем доходу
Країни з високим рівнем доходу (англ. high-income economy) за класифікацією Світового банку — країни, чий ВВП на душу населення, станом на 2018 рік, становить 12 376 доларів США або більше. Хоча термін "високий дохід" часто вживається взаємозамінно з термінами "перший світ" та "розвинена країна", технічні визначення цих термінів відрізняються. Термін "перший світ" зазвичай стосується країн, які приєдналися до США та НАТО під час холодної війни. Кілька організацій, як то Центральне Розвідувальне Управління США та Міжнародний Валютний Фонд , враховують інші фактори, окрім високого доходу на душу населення класифікуючи країну або її економіку, як "розвинену". Наприклад, згідно з ООН, деякі країни з високим рівнем доходу водночас можуть вважатися країнами, що розвиваються. Так, наприклад, країни РСАДПЗ класифікуються, як країни з високим рівнем доходу, які розвиваються. Хоча Святий Престол є суверенною державою, він не класифікується Світовим банком за цим визначенням.

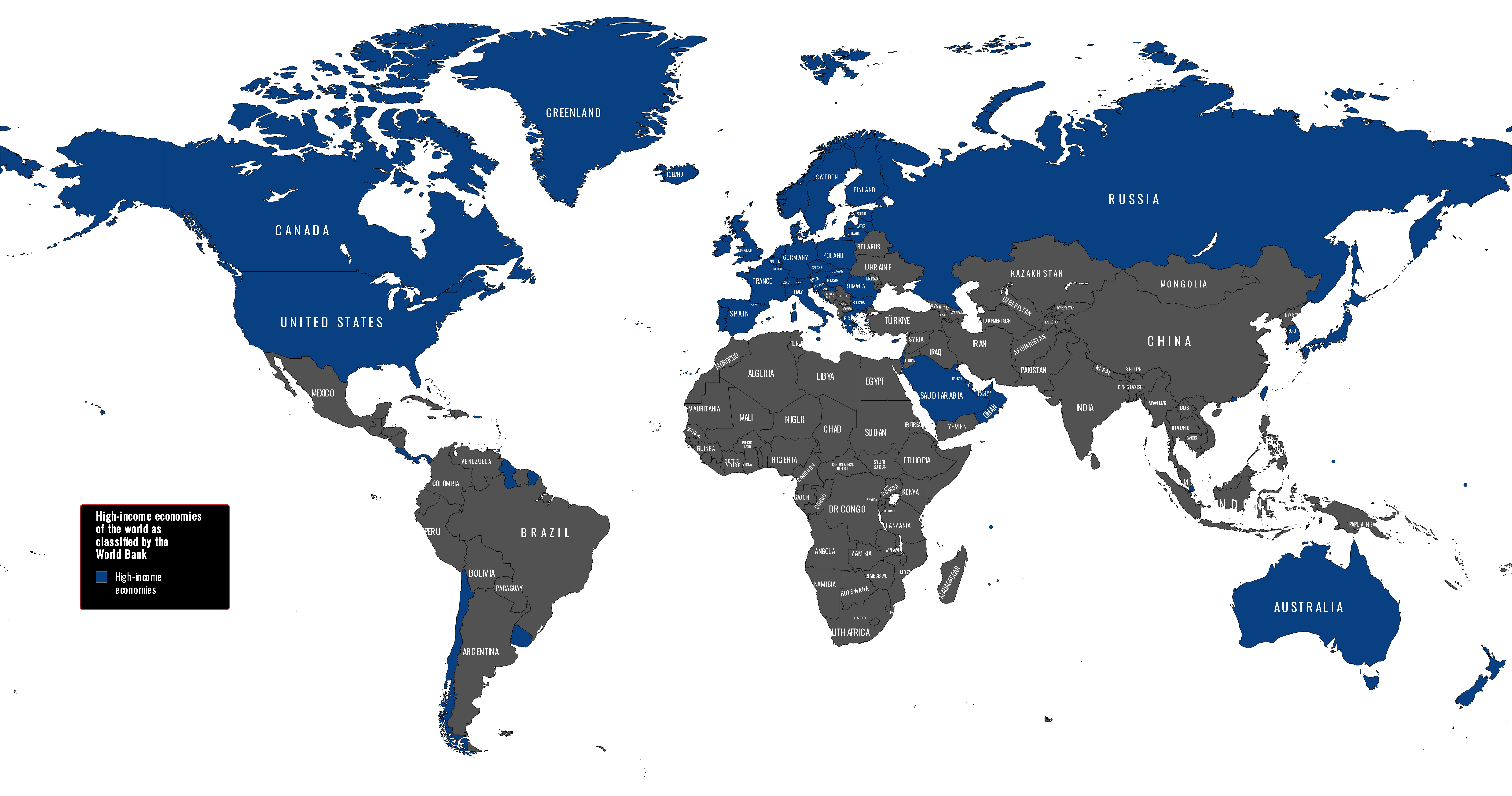
Карта, що показує країни світу з високим рівнем доходу за класифікацією Світового банку (2023).

## Список країн з високим рівнем доходу (станом на 2019 фінансовий рік)
Згідно з даними Світового банку, нині понад 80 країн (включно з територіями) класифікуються, як "країни з високим рівнем доходу". У дужках рік(-и), протягом яких вони мали таку класифікацію. Станом на 2023 фінансовий рік, країнами з високим рівнем доходу вважаються ті, чий ВВП на душу населення становить $13 205 або більше.

### Члени ООН з високим рівнем доходу
| - (1990–нині) - (2002, 2005–08, 2012–нині) - (1987–нині) - (1987–нині) - (1987–нині) - (1987–89, 2001–нині) - (1989, 2000, 2002, 2006–нині) - (1987–нині) - (1987, 1990–нині) - (1987–нині) - (2012–нині) - (2008–2015, 2017–нині) - (1988–нині) - (2006–нині) - (1987–нині) - (2006–нині) - (1987–нині) - (1987–нині) - (1987–нині) - (1996–нині) - (2007–11, 2014–нині) | - (1987–нині) - (1987–нині) - (1987–нині) - (1987–нині) - (1987–нині) - (1993–97, 1999–нині) - (1987–нині) - (2009, 2012–нині) - (1994–нині) - (2012–нині) - (1987–нині) - (1989, 1998, 2000, 2002–нині) - (2019–нині) - (1994–нині) - (2015, 2019-нині) - (1987–нині) - (1987–нині) - (1987–нині) - (2007–нині) - (2016–нині) | - (2017–нині) - (2009–нині) - (1994–нині) - (1987–нині) - (2019–нині) - (2012-2014, 2023–нині) - (2012–нині) - (1991–93, 2000–нині) - (1987–89, 2004–нині) - (2014–нині) - (1987–нині) - (2007–нині) - (1997–нині) - (1987–нині) - (1987–нині) - (1987–нині) - (2006–нині) - (1987–нині) - (1987–нині) - (1987–нині) - (2012–нині) |  |

### Не члени ООН з високим рівнем доходу
| - (1987–нині) - (1987–нині) - (2015–нині) - (1993–нині) - Нормандські острови (1987–нині) - (2016-нині) - (1994–нині)a - (1987–нині) | - (1990–нині) - (2009–10, 2015–нині) - (1987–нині) - (1987–89, 1995–нині) - САР (1987–нині) - (1987–89, 2002–нині) - САР (1994–нині) - (1995–нині) | - (1995–2001, 2007–нині) - (1989, 2002–нині) - (2010–нині) - (1994–нині)a - (1987–нині) - (2009–нині) - (1987–нині) |  |

### Колишні економіки з високим рівнем доходу
Рік(-и), протягом яких країни мали таку класифікацію вказані в дужках
| - (2013, 2015, 2017) - (1987–89) - (2014, 2016, 2017) - (2007–14) | - (1994–2009)b - (2014) |  |

a Між 1994 та 2009, в якості частини . b Dissolved on 10 October 2010. Succeeded by Curaçao and Sint Maarten.